# Coalición Nacionalista (1994)
Coalición Nacionalista fue el nombre que adoptó una coalición electoral formada para presentarse a las elecciones al Parlamento Europeo de 1994 en España. Tenía su precedente en la coalición del mismo nombre que se había presentado en 1989. Sus integrantes eran seis partidos de ámbito regional y carácter regionalista o nacionalista periférico y de centro o centro-derecha. Repetían el Partido Nacionalista Vasco (PNV), Coalición Galega (CG) y Coalición Canaria (CC), sucesora de las Agrupaciones Independientes de Canarias (AIC). Desaparecía el Partido Autonómico Nacionalista de Castilla y León (PANCAL). Entraban como nuevos socios Unión Valenciana (UV), Partido Aragonés (PAR) y Unió Mallorquina (UM). 
Los seis primeros lugares de la lista fueron ocupados por Josu Jon Imaz (PNV), Isidoro Sánchez (CC), Alfonso Novo (UV), Manuel Escolá (PAR), José Domingo Posada (CG) y Bartomeu Calafell (UM).
La coalición obtuvo 518.532 votos en toda España (2,79%), siendo la quinta fuerza política y obteniendo dos eurodiputados de los 64 en juego. La coalición obtuvo sus mejores resultados en Aragón (44.132 votos, 7,69% en la comunidad autónoma), Baleares (7.673 votos, 2,63%), Canarias (113.677 votos, 18,85%), Comunidad Valenciana (105.389 votos, 5,28%), Navarra (2.835 votos, 1,23%) y el País Vasco (233.626 votos, 25,85%), sin sobrepasar el 1% en ninguna otra comunidad autónoma.
De acuerdo con los pactos de coalición, Josu Jon Imaz ocuparía su escaño durante toda la legislatura. Sin embargo, su nombramiento como portavoz y consejero de Industria, Comercio y Turismo del Gobierno Vasco el 7 de enero de 1999 hizo que tuviese que renunciar, siendo su puesto ocupado por José Domingo Posada, de CG, hasta el final de la legislatura. Imaz estuvo adscrito al grupo parlamentario del Partido Popular Europeo, en tanto que Posada lo estuvo al de la Coalición Radical Europea. El escaño restante sería ocupado sucesivamente por los números dos, tres y cuatro de la lista de la coalición. En el primer turno ocupó el escaño el número dos, Isidoro Sánchez de CC (19 de julio de 1994 - 17 de septiembre de 1996), perteneciendo al grupo de la Coalición Radical Europea. A continuación ocupó el escaño el representante de Unión Valenciana, Alfonso Novo (18 de septiembre de 1996 - 7 de octubre de 1998), integrándose también en el grupo de la Coalición Radical Europea. Finalmente lo hizo el del PAR (8 de octubre de 1998 - 19 de julio de 1999), que permaneció durante su mandato también en el grupo de la Coalición Radical Europea.